# متنی (کالیفرنیا)
متنی (به انگلیسی: Matheny) یک منطقهٔ مسکونی در ایالات متحده آمریکا است که در شهرستان تولار، کالیفرنیا واقع شده‌است. متنی ۱٫۱۱۳ کیلومتر مربع مساحت و ۱٬۲۱۲ نفر جمعیت دارد و ۸۱٫۹۹ متر بالاتر از سطح دریا واقع شده‌است.